# Teorema di Kolmogorov-Arnol'd-Moser
Il teorema di Kolmogorov-Arnold-Moser (noto anche come teorema KAM) è un risultato della teoria dei sistemi dinamici sull'esistenza di moti quasi-periodici sotto "piccole perturbazioni", e deve il suo nome ai tre matematici che si sono impegnati nel suo sviluppo nel corso degli anni, primo fra tutti Andrej Kolmogorov nel 1954 che ha fornito la prima impostazione del problema della ricerca di orbite quasi-periodiche persistenti in un sistema dinamico conservativo perturbato. Il problema è stato sviluppato ulteriormente nel 1962 da Jürgen Kurt Moser e nel 1963 da Vladimir Arnol'd che ne ha fornito una formalizzazione per sistemi hamiltoniani.
Il teorema è abbastanza elaborato, e la teoria KAM che ne deriva è ancora in fase di sviluppo. Di solito è enunciato in termini delle orbite nello spazio delle fasi di un sistema hamiltoniano quasi-integrabile. Il moto di un sistema sotto queste condizioni è confinato all'interno di un toro invariante, definito dalle variabili angolo-azione dalla teoria di Hamilton-Jacobi; una simulazione di un tale sistema mostra che la soluzione ha un comportamento quasi-periodico. Se il sistema è soggetto ad una debole perturbazione nonlineare (questo è il fulcro del teorema), alcuni dei tori invarianti vengono deformati ed altri, invece, vengono distrutti. Il criterio secondo il quale ciò avviene, è una condizione di "quasi-risonanza" sulle frequenze dei moti (commensurabilità), ed il teorema quantifica le condizioni sulle perturbazioni affinché ciò avvenga.
Quello che succede è che questi tori deformati hanno dei punti (in numero pari) in comune con i tori indeformati. Questo avviene poiché il sistema è conservativo. Questi punti appaiono in coppie di punti fissi ellittici e iperbolici. Nei punti fissi ellittici abbiamo la stessa dinamica del sistema principale, cioè esisteranno nei punti ellittici dei tori risonanti, dando così origine ad una struttura frattale. Quello che succede nei punti iperbolici invece è che essi hanno una struttura simile a quella di un punto a sella. In questi punti vi è un comportamento caotico del sistema. In questi punti si ha che i punti "entranti" nel punto fisso, ovvero la varietà stabile, sono un insieme invariante. Stesso discorso per i punti che si allontanano dal punto fisso (varietà instabile). Se esiste un'intersezione omoclina di queste due varietà ne esisteranno infinite. Melnikov ha dimostrato che per una perturbazione di tipo periodica e hamiltoniana le due varietà si incontrano almeno una volta (e quindi infinite). Questa dimostrazione è nota come criterio di Melnikov.